# Avant-Garde Yumeko
Avant-Garde Yumeko (アバンギャルド夢子, Aban gyarudo Yumeko) est un seinen manga de Shūzō Oshimi, célèbre pour être l'une des premières œuvres éditées de l'auteur. Il fut prépublié dans les numéros 44 à 49 du Monthly Young Magazine, en 2003, trois mois seulement après Super Fly. 
Le manga sera ensuite distribué la même année par Kodansha, en un seul volume, après avoir reçu un accueil des plus chaleureux.
On y retrouve déjà les caractéristiques qui feront la marque de l'artiste: la découverte de soi à travers la sexualité ainsi que la relation de soumission et de dépendance sont en effet les thèmes majeurs de cette histoire.

## Synopsis
Yumeko Mochizuki est une lycéenne dont la principale préoccupation est  de voir un véritable organe masculin. Pour y parvenir, elle décide de s'inscrire dans le club d'art de son lycée, avec l'excuse de vouloir peindre du nu. 
Là-bas, elle fera la connaissance de son seul membre, Honda Shoichi, qui deviendra son modèle malgré lui. Rapidement, une relation ambiguë  va s'installer entre les deux protagonistes.

## Manga
Avant-Garde Yumeko a été édité à deux reprises, sous la forme d'un one-shot:
1. Oshimi Shuzo "Avant-Garde Yumeko" Kodansha Young Magazine Comics
  - Sortie le 6 novembre 2003  (ISBN 4-06-361177-9)
2. Oshimi Shuzo "Avant Garde Yumeko Nouvelle Edition" Kodansha YanMaga KC Spécial
  - Sortie le 5 avril 2013  (ISBN 978-4-06-382290-8)